# Pyhäjärvi (sjö i Finland, Egentliga Tavastland, lat 60,78, long 23,75)
Pyhäjärvi är en sjö i Finland. Den ligger i kommunen Tammela i landskapet Egentliga Tavastland, i den södra delen av landet, 90 km nordväst om huvudstaden Helsingfors. Pyhäjärvi ligger 96,5 meter över havet. Den är 4,7 meter djup. Arean är 22,85 kvadratkilometer och strandlinjen är 50,78 kilometer lång. Sjön  ingår i Kumo älvs huvudavrinningsområde.   I omgivningarna runt Pyhäjärvi växer i huvudsak blandskog. Den sträcker sig 5,1 kilometer i nord-sydlig riktning, och 7,9 kilometer i öst-västlig riktning.
I övrigt finns följande i Pyhäjärvi:
- Ruisluoto (en ö)
- Kirriluoto (en ö)
- Pitkäsaari (en ö)
- Vilpunnokka (en ö)
- Haitaset (en ö)
- Vohlessaari (en ö)
- Neittyenkivi (en ö)
- Patasaari (en ö)
- Partalankivi (en ö)
- Ruohosaari (en ö)

Följande samhällen ligger vid Pyhäjärvi:
- Tammela (6 519 invånare)